# Batalla de Tiatira
La batalla de Tiatira es va lliurar l'any 366 a Tiatira, Frígia (l'actual Turquia), entre els exèrcits de l'emperador romà Valent i l'usurpador Procopi, dirigit pel general Gomoarius.

## Antecedents
Després de la mort de l'emperador Julià durant la seva campanya contra l'Imperi Sassànida, es va acabar la Dinastia constantiniana. Només va quedar viu Procopi, parent llunyà de Julià, que durant el regnat de Jovià, preocupat per aquest parentiu, es va amagar a les seves terres de Capadòcia per passar desapercebut. Valent, quan va adonar-se del parentiu i de la possible reclamació que podia fer del tron, va enviar diversos agents per matar-lo, però Procopi va escapar. Es va refugiar a la regió del Bòsfor fins que va reunir un exèrcit suficient per reclamar el tron. Va aprofitar que Valent era a Síria per ocupar Constantinoble i les províncies veïnes de Tràcia i Bitínia. Va reivindicar el seu parentiu amb Julià i la Dinastia constantiniana, reforçat per haver-se casat amb Màxima Faustina, la tercera dona de Constanci II. Va fer també grans donatius als soldats i va reunir un exèrcit considerable.

## La batalla
Valent es va espantar davant dels fets, però els seus generals, sobretot Sal·lusti, prefecte del pretori, amb la seva audàcia en els atacs van obligar Procopi a posar-se a la defensiva. Les legions acantonades a Síria van avançar ràpidament i es van trobar a Tiatira.La batalla es va decantar cap a la banda de Valent, ja que els seus generals van arengar les tropes de Procopi i van aconseguir que molts soldats del seu exèrcit desertessin i es passessin al bàndol de l'emperador. Procopi es va quedar amb un exèrcit molt disminuït i Gomoarius va ser vençut, prop de la ciutat de Nacòlia. Procopi va ser lliurat als soldats de Valent pels seus propis homes, i l'emperador el va empresonar i el va decapitar. Valent es va venjar amb crueltat dels seguidors de Procopi.